# 罗伯特·科尔德威
罗伯特·约翰·科尔德威（Robert Johann Koldewey ，1855年9月10日－1925年2月4日）是一位德国考古学家，因对位于伊拉克的巴比伦古城进行深入发掘而闻名于世。他出生于德国不伦瑞克公国哈茨河畔布兰肯堡，逝世于柏林，享年69岁。
他在巴比伦的挖掘揭示了马杜克金字形神塔和伊什塔尔门的地基；他还开发了几种现代考古技术，包括识别和挖掘泥砖建筑的方法。这项技术在他对巴比伦空中花园（1899-1917）的挖掘中特别有用，该空中花园建于约 1977 年。公元前580年主要使用未烧制的泥砖。
他一生大部分时间中都是一名考古学家，参与并领导了小亚细亚、希腊和意大利的许多发掘工作。他去世后，科尔德威协会成立，以记录和纪念他的成就。

## 早期生活
在布伦瑞克的一所中学毕业后，1869年，科尔德威与家人搬到阿尔托纳，在那里他参加了基督教学院，并于1875年获得高中毕业证书。
科尔德威是一位自学成才的考古学家。尽管他曾在柏林和维也纳学习建筑和艺术史，但他离开这两所大学时都没有获得高级学位。 1882年，他被签约作为土耳其阿索斯古城发掘项目的参与者，在那里，科尔德威学习了几种挖掘方法，并掌握了绘制古代遗迹的方法。

## 考古学经历
美国考古研究所成员弗朗西斯·H·培根（Francis H. Bacon）在1882年至1883年对阿索斯的发掘中教授了科尔德威大量考古学知识。在完成阿索斯的发掘工作后，科尔德威继续为德国考古研究所在莱斯博斯岛(1885-1886) 等希腊遗址和拉格什(1887) 等美索不达米亚遗址进行挖掘。1890-1891年和1894年，他与奥地利考古学家菲利克斯·冯·卢尚合作挖掘了西西里岛的一座古希腊城市。 

## 巴比伦的发掘
在德国东方学会的支持下，科尔德威于1899年至1914年间利用相对现代的考古技术指导参与了巴比伦的发掘工作。（这个地点早在一个世纪前就被克劳迪乌斯·詹姆斯·里奇发现了) 在巴比伦古城，有超过200人夜以继日地工作，这次发掘工作持续了15年。
1899年，当考古团队挖掘出巴比伦城中央的游行大道时，现代世界第一次看到了这座传奇古城的真荣。除此之外，探险队还发现了七曜塔的外墙、内墙和地基（这座神庙有时被称为巴别塔）和尼布甲尼撒的宫殿。

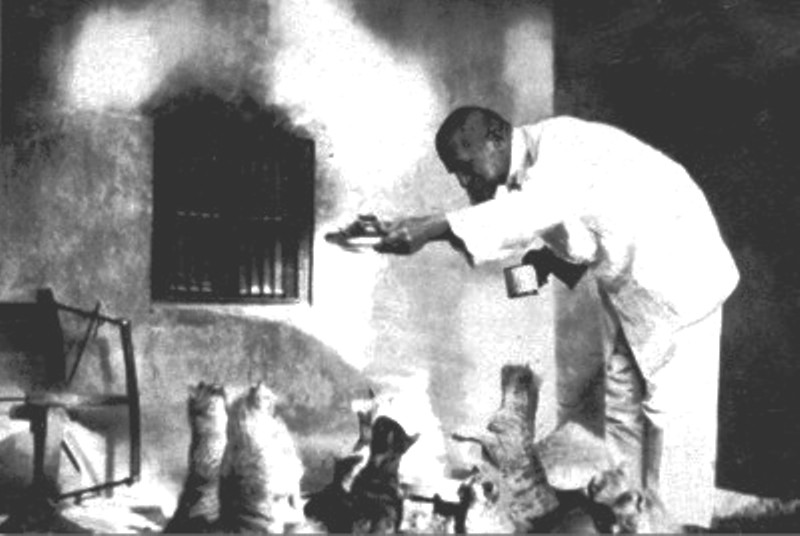
罗伯特·科尔德威

考古队的参与者沃尔特·安德烈后来为柏林前亚洲博物馆制作了巴比伦城模型。巴比伦城的发掘在德国享有盛誉，因此得到了大力赞助和广泛宣传。 

### 巴比伦空中花园
巴比伦空中花园是古代世界七大奇迹之一，是一座传说中的建筑。根据古人将其描述是一座美丽的人造山，山上种满了绿色植物和树木。空中花园据说是巴比伦国王尼布甲尼撒（公元前605年至公元前563年统治）为他思念家乡的妻子阿米蒂斯（米底国王的女儿）建造的。巴比伦空中花园是唯一一个仍未发现正确位置的七大奇迹。
在挖掘巴比伦南部城堡时，罗伯特·科尔德威发现了一个地下室，里面有十四个带有石拱形天花板的大房间。古代文献显示，巴比伦只有两个地方使用了石头，即北城的北墙和空中花园。北城的北墙已经被发现，这个地下室的发现令科尔德威认为他已经挖到了花园的地窖。
在后续的发掘工作中，他发现了此地的很多考古学特征，这些特征和古希腊历史学家狄奥多罗斯有关空中花园的记载相吻合，这使得科尔德威确信他已经找到了传说中的空中花园。但一些现代考古学家对他的发现提出了质疑，虽然科尔德威挖掘的地点就在巴比伦，但他们认为挖掘地点距离幼发拉底河实在太远，无法获得足量的水用于空中花园的日常灌溉。而根据古希腊历史学家斯特拉博记载，空中花园就位于河边。根据目前的考古证据来看，科尔德威发现的拱形房间群很可能是一个储藏室，因为后来在这个废墟中发现了写有补给品和口粮清单的楔形文字板。

## 其他相关
- 圣经考古学
- 对圣经具有重要意义的文物清单